# Matelea ocellata
Matelea ocellata är en oleanderväxtart som beskrevs av W.D. Stevens. Matelea ocellata ingår i släktet Matelea och familjen oleanderväxter. Inga underarter finns listade i Catalogue of Life.